# Europsko prvenstvo u košarci za žene – Francuska 2013.
Europsko prvenstvo u košarci za žene – Francuska 2013. je 34. izdanje europskog košarkaškog prvenstva za žene koje je održano od 15. lipnja do 30. lipnja 2013. u Francuskoj. Utakmice su igrane u petorima gradovima: Lilleu, Mouilleron-le-Captifu, Orchiesu, Trélazéu i Vannesu.
Prvo mjesto je osvojila Španjolska, pobijedivši u finalu Francusku rezultatom 70:69.

## Dvorane
| City                 | Arena                           | Capacity |
| -------------------- | ------------------------------- | -------- |
| Lille                | Palais des sports Saint-Sauveur | 1850     |
| Mouilleron-le-Captif | Vendéspace                      | 4000     |
| Orchies              | Pévèle Arena                    | 5000     |
| Trélazé              | Arena Loire                     | 5000     |
| Vannes               | Complexe sportif du Kercado     | 1700     |

## Vanjske poveznice
- Službena stranica prvenstva